# Zulia Calatayud
Zulia Inés Calatayud Torres (Havana, 9 november 1979) is een Cubaanse voormalige atlete, die zich had toegelegd op de 800 m. Ze werd meervoudig Cubaans kampioene, Ibero-Amerikaans kampioene en wereldkampioene op deze afstand. Ze nam driemaal deel aan de Olympische Spelen.

## Biografie

### Jeugd
Zulia Calatayud is vernoemd naar een Venezolaanse staat, waar haar oom als judoka een internationale wedstrijd won. Als jongste van negen kinderen begon ze met sport tegen astma. Sinds 1995 doet ze serieus aan atletiek. "Ik hield altijd van hardlopen en was een van de snelste van mijn school" herinnert ze zich van de Manuel Permuy Sports School in Havana. Ze begon als sprintster, maar later realiseerde haar trainer Nelson Gutierrez zich dat ze beter uit de voeten zou kunnen op de 400 en 800 m. In het begin boekte ze meer successen op de 400 m, waaronder het behalen van de halve finale op het WK voor junioren in het Franse Annecy.

### Senioren
In 1999 maakte Calatayud haar doorbraak op de 800 m. Ze verbeterde haar PR van 2.12,7 naar 2.00,67. Ook werd ze dat jaar Cubaans kampioene op beide afstanden en won op verrassende wijze een zilveren medaille op de Pan-Amerikaanse Spelen in het Canadese Winnipeg. Dat jaar maakte ze ook haar debuut op het WK, maar kwam niet door de eerste ronde heen.
Op de Olympische Spelen van 2000 in Sydney maakte ze haar olympische debuut. In de finales werd ze zesde in een tijd van 1.58,66. Vier jaar later op de Spelen van Athene behaalde ze wederom de finale, waar ze genoegen moest nemen met een achtste plaats.
Haar grootste prestatie behaalde Zulia Calatayud in 2005 door op de wereldkampioenschap in Göteborg kampioene op de 800 m te worden. Met een tijd van 1.58,82 versloeg ze de Marokkaanse Hasna Benhassi (zilver) en de Russische Tatjana Andrianova (brons). Dat jaar won ze een gouden medaille bij de wereldatletiekfinale in Monaco. Het jaar erop prolongeerde ze haar gouden medaille bij de wereldatletiekfinale in Stuttgart en won zij bovendien de Wereldbeker in Athene.
Op de WK van 2007 in Osaka sneuvelde Calatayud op de 800 m met een tijd van 2.06,97 in de halve finale. Op de Olympische Spelen van 2008 in Peking nam ze deel aan de 800 m en de 4 × 400 m estafette. In de halve finale van de 800 m sneuvelde ze met een tijd van 1.58,78. Op het estafettenummer plaatste ze zich met haar teamgenotes Roxana Diaz, Susana Clement en Indira Terrero voor de finale, waarin ze een zesde plaats behaalde in een Cubaans record van 3.23,21.
Haar lange termijndoelstelling was het verbeteren van het Cubaanse record van 1.54,44, dat sinds 1989 in handen is van tweevoudig Cubaanse wereldkampioene Ana Fidelia Quirot. Buiten atletiek was ze een normale tiener die hield van uitgaan, disco en hiphop. Ze woont samen met haar vriend Ernelis Labañino en heeft een sterke band met haar moeder Petrona Torres.

## Titels
- Wereldkampioene 800 m - 2005
- Ibero-Amerikaans kampioene 800 m - 2004
- Cubaans kampioene 400 m - 1999
- Cubaans kampioene 800 m - 1999, 2000, 2001

## Persoonlijke records
| Onderdeel | Tijd    | Datum            | Plaats            |
| --------- | ------- | ---------------- | ----------------- |
| 200 m     | 24,22   | 1 januari 1998   |                   |
| 400 m     | 50,87   | 30 juni 2001     | Alcalá de Henares |
| 800 m     | 1.56,09 | 19 juli 2002     | Monaco            |
| 1000 m    | 2.34,31 | 30 augustus 2002 | Brussel           |
| 1500 m    | 4.23,84 | 17 maart 2005    | Havana            |

## Prestatieontwikkeling
| Jaar | 400 meter (in sec) | 800 meter (in min) |
| ---- | ------------------ | ------------------ |
| 1995 | -                  | 2.18,9             |
| 1996 | -                  | 2.13,80            |
| 1997 | -                  | 2.12,7             |
| 1998 | 53,65              | -                  |
| 1999 | 52,03              | 2.00,67            |
| 2000 | 51,69              | 1.58,66            |
| 2001 | 50,87              | 1.58,60            |
| 2002 | 51,36              | 1.56,09            |
| 2003 | -                  | -                  |
| 2004 | 51,01              | 1.59,21            |
| 2005 | -                  | 1.57,92            |
| 2006 | -                  | 1.56,91            |
| 2007 | -                  | 2.00,34            |
| 2008 | -                  | 1.58,78            |

## Palmares

### 400 m
Kampioenschappen
- 1998: 5e in ½ fin. WK U20 - 53,65 s

### 800 m
Kampioenschappen
- 1999: 5e in serie WK - 2.00,93
- 1999:  Pan-Amerikaanse Spelen - 2.00,67
- 2000: 6e OS - 1.58,66
- 2001: 5e in ½ fin. WK - 2.01,04
- 2001: 4e Grand Prix Finale - 2.00,89
- 2002: 4e Wereldbeker - 1.59,44
- 2004:  Ibero Amerikaanse kamp. - 2.01,30
- 2004: 8e OS - 2.00,95
- 2005:  WK - 1.58,82
- 2005:  Wereldatletiekfinale - 1.59,07
- 2006:  Wereldatletiekfinale - 1.59,02
- 2006:  Wereldbeker - 2.00,06
- 2007: 8e in ½ fin. WK - 2.06,97
- 2009: 7e in ½ fin. WK - 2.01,53

Golden League-podiumplekken
- 2001:  Herculis – 1.58,60
- 2002:  Bislett Games – 2.00,26
- 2002:  Herculis – 1.56,09
- 2003:  Golden Gala – 1.59,24
- 2005:  Meeting Gaz de France – 1.58,37
- 2005:  Weltklasse Zürich – 1.59,16
- 2005:  ISTAF – 1.59,25
- 2006:  Golden Gala – 1.59,35
- 2006:  Weltklasse Zürich – 1.59,44

### 4 × 400 m
- 2007: 7e WK - 3.29,19
- 1999:  Pan-Amerikaanse Spelen - 3.26,70
- 2000: 8e OS - 3.29,47
- 2007: 7e WK - 3.27,05
- 2008: 6e OS - 3.23,21 (NR)
- 2009: 8e WK - 3.36,99

1983 Jarmila Kratochvílová ·
1987 Sigrun Wodars ·
1991 Lilia Noeroetdinova ·
1993 Maria Mutola ·
1995 Ana Fidelia Quirot ·
1997 Ana Fidelia Quirot ·
1999 Ludmila Formanová ·
2001 Maria Mutola ·
2003 Maria Mutola ·
2005 Zulia Calatayud ·
2007 Janeth Jepkosgei ·
2009 Caster Semenya ·
2011 Caster Semenya ·
2013 Eunice Jepkoech Sum ·
2015 Marina Arzamasova ·
2017 Caster Semenya ·
2019 Halimah Nakaayi ·
2022 Athing Mu ·
2023 Mary Moraa